# Vietnamesischer Fußballpokal 2019
Der Vietnamesische Fußballpokal 2019, aus Sponsorengründen auch als Bamboo Airways National Cup bekannt, war die 28. Saison eines Ko-Fußballwettbewerbs in Vietnam. Der Pokal wurde von der Vietnam Football Federation organisiert. Er begann mit der  ersten Runde am 29. März 2019 und endete mit dem Finale am 31. Oktober 2019.

## Termine
| Runde         | Datum                 |
| ------------- | --------------------- |
| 1. Runde      | 29./30. März 2019     |
| Achtelfinale  | 28./29./30. Juni 2019 |
| Viertelfinale | 3./4. Juli 2019       |
| Halbfinale    | 27. Oktober 2019      |
| Finale        | 31. Oktober 2019      |

## Resultate und Begegnungen

### 1. Runde
|                     | Ergebnis        |                         |
| ------------------- | --------------- | ----------------------- |
| 29. März 2019       |                 |                         |
| FC Đồng Tháp        | 3:4             | XM Fico Tây Ninh FC     |
| Sanna Khánh Hòa BVN | 0:2             | An Giang FC             |
| Sài Gòn FC          | 6:1             | Bình Định FC            |
| 30. März 2019       |                 |                         |
| Bình Phước FC       | 2:2 (8:7 i. E.) | XSKT Cần Thơ            |
| Long An FC          | 1:1 (3:5 i. E.) | Dược Nam Hà Nam Định FC |
| Phù Đổng FC         | 0:1             | Quảng Nam FC            |
| 31. März 2019       |                 |                         |
| Đắk Lắk FC          | 0:2             | Hoàng Anh Gia Lai       |
| Huế FC              | 0:1             | Hồng Lĩnh Hà Tĩnh FC    |
| SHB Đà Nẵng         | 0:1             | Hải Phòng FC            |
| CLB Phố Hiến        | 1:2             | Hồ Chí Minh City FC     |

### Achtelfinale
|                         | Ergebnis        |                      |
| ----------------------- | --------------- | -------------------- |
| 28. Juni 2019           |                 |                      |
| Dược Nam Hà Nam Định FC | 3:0             | Bình Phước FC        |
| Than Quảng Ninh FC      | 2:2 (4:5 i. E.) | Hoàng Anh Gia Lai    |
| Viettel FC              | 3:3 (3:4 i. E.) | Hồ Chí Minh City FC  |
| 29. Juni 2019           |                 |                      |
| FC Thanh Hóa            | 1:2             | Hải Phòng FC         |
| Sông Lam Nghệ An        | 2:2 (8:9 i. E.) | Quảng Nam FC         |
| Sài Gòn FC              | 4:2             | An Giang FC          |
| 30. Juni 2019           |                 |                      |
| Becamex Bình Dương      | 5:0             | XM Fico Tây Ninh FC  |
| Hà Nội FC               | 3:1             | Hồng Lĩnh Hà Tĩnh FC |

### Viertelfinale
|                         | Ergebnis        |                     |
| ----------------------- | --------------- | ------------------- |
| 3. Juli 2019            |                 |                     |
| Quảng Nam FC            | 0:0 (5:4 i. E.) | Hoàng Anh Gia Lai   |
| Hải Phòng FC            | 0:0 (3:5 i. E.) | Hồ Chí Minh City FC |
| 4. Juli 2019            |                 |                     |
| Dược Nam Hà Nam Định FC | 3:4             | Hà Nội FC           |
| Sài Gòn FC              | 3:0             | Becamex Bình Dương  |

### Halbfinale
|                    | Ergebnis |                     |
| ------------------ | -------- | ------------------- |
| 27. Oktober 2019   |          |                     |
| Becamex Bình Dương | 1:2      | Quảng Nam FC        |
| Hà Nội FC          | 3:0      | Hồ Chí Minh City FC |

### Finale
|                  | Ergebnis |           |
| ---------------- | -------- | --------- |
| 31. Oktober 2019 |          |           |
| Quảng Nam FC     | 1:2      | Hà Nội FC |

| Vietnamesischer Pokalsieger 2019 |
| Hà Nội FC                        |